# Château de Kushima

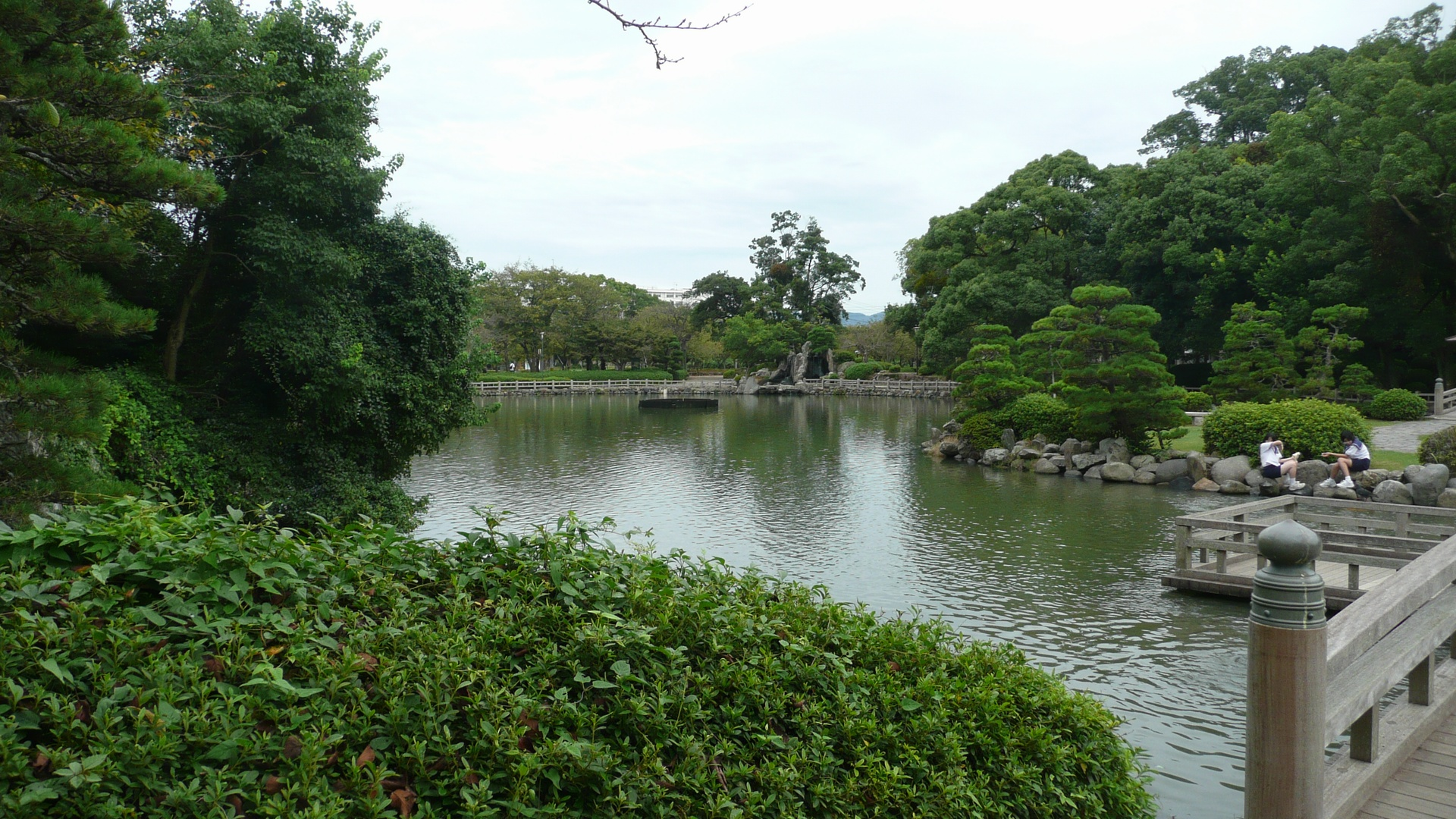
Parc d'Ōmura sur le site de l'ancien château de Kushima.

Le château de Kushima (玖島城, Kushima-jō), également connu sous le nom château d'Ōmura (大村城, Ōmura-jō) en raison de sa situation, est un château japonais situé à Ōmura, préfecture de Nagasaki au Japon.

## Histoire
Le château de Kushima est construit sur une péninsule qui s'avance dans la baie d'Ōmura. Ce château était la demeure ancestrale du clan Ōmura, ayant été construit à l'époque de Kamakura par les descendants de Fujiwara no Sumitomo. C'était la base du daimyo kirishitan Ōmura Yoshiaki (1568-1615) qui aida Toyotomi Hideyoshi à assurer le contrôle de Kyūshū. Après la mort de Hideyoshi et la bataille de Sekigahara, le clan Ōmura fut confirmé par le shogun Ieyasu Tokugawa comme domaine tozama avec des revenus de 27 000 koku dans leurs territoires ancestraux.
Le château (1598) de l'époque Sengoku fut reconstruit en 1614 par Sumiyori Ōmura sur des plans dessinés par le fameux architecte de châteaux, Kiyomasa Katō. Après le début de la politique d'isolement nationale (sakoku) et la persécution des chrétiens japonais, de nombreux chrétiens locaux furent emmenés au château d'Ōmura et contraints de s'empoisonner en 1616. Sumiyori Ōmura lui-même fut empoisonné en 1619.
Les daimyos Ōmura résidèrent au château de Kushima jusqu'à la restauration de Meiji de 1868. Ce fut le siège du gouvernement local jusqu'en 1871 quand l'ancien domaine d'Ōmura fut incorporé dans la nouvelle préfecture de Nagasaki. Le tenshu (donjon) fut abattu en 1871, comme le furent toutes les structures porteuses. De nos jours ne restent que la douve et des portions des murs de pierre.
En 1884, un sanctuaire shinto fut bâti sur les fondations de l'ancien donjon en honneur des esprits des générations de daimyos d'Ōmura. Une des yagura (poivrières) et quelques murs en terre furent reconstruits en 1981. Le site du château est à présent occupé par le parc d'Ōmura qui héberge un certain nombre d'espèces végétales protégées, dont beaucoup d'exemplaires du sakura d'Ōmura et de vastes jardins publics.